# Winter Quarters Bay
Die Winter Quarters Bay (englisch für Winterquartierbucht) ist eine kleine Bucht am südöstlichen Ausläufer der antarktischen Ross-Insel. Sie liegt unmittelbar östlich des Hut Point.
Teilnehmer der Discovery-Expedition (1901–1904) unter der Leitung des britischen Polarforschers Robert Falcon Scott entdeckten und benannten sie. Namensgebend ist der Umstand, dass hier das Forschungsschiff RRS Discovery zur Überwinterung festgemacht wurde und in den antarktischen Wintern der Jahre 1902 und 1903 vom Eis eingeschlossen war.